# Spinotarsus pallidicauda
Spinotarsus pallidicauda är en mångfotingart som beskrevs av Kraus 1960. Spinotarsus pallidicauda ingår i släktet Spinotarsus och familjen Odontopygidae. Inga underarter finns listade i Catalogue of Life.